# Bamberg (South Carolina)
Bamberg ist eine Kleinstadt (City) im US-amerikanischen Bundesstaat South Carolina. Sie ist County Seat des Bamberg County. Das U.S. Census Bureau ermittelte bei der Volkszählung 2020 eine Einwohnerzahl von 3076.

## Geographie
Bamberg liegt in der Atlantischen Küstenebene, rund 100 km südlich der Landeshauptstadt Columbia. Nördlich der Stadt fließt der South Fork Edisto River.

## Geschichte
Beim Bau der South Carolina Canal and Railroad Company, einer der ältesten Eisenbahnen der Vereinigten Staaten, von Charleston nach Hamburg im Jahr 1832 wurde ein Wasserturm gebaut, der die Keimzelle der späteren Stadt wurde. Der heutige Name leitet sich nicht direkt von der deutschen Stadt Bamberg ab, sondern geht zurück auf die einflussreiche Familie Bamberg, deren mutmaßlich bayrischer Urahn John Bamberg 1789 in die Gegend übersiedelte. Major Seaborn Bamberg kam um 1840 nach Bamberg, das damals lediglich aus einigen Häusern bestand und Lowery’s (auch Seventy-Six, Lowery’s Turnout oder Lowrys Station) genannt wurde. 1855 gründete er mit einigen anderen Männern die heutige Gemeinde. Im Jahr 1860 lebten dort etwa 250 Menschen. Im amerikanischen Bürgerkrieg kämpften Freiwillige im Heer der konföderierten Streitkräfte, die US-Kavallerie zerstörte die Bahnanlagen im Ort.
Nach dem Krieg begann der Wiederaufbau, auch angeleitet von Francis Marion Bamberg, einem Bruder von Seaborn Bamberg. Er wurde später von Gouverneur Hampton zum General ernannt. Die Stadt erholte sich und wurde zu einem Handelszentrum für Baumwolle. 1882 wurde eine Brücke über den Edisto-Fluss gebaut, um Bamberg besser mit dem benachbarten Orangeburg County zu verbinden. Um 1890 wuchs die Stadt aufgrund des blühenden Baumwoll-Handels und mehrerer Baumwollspinnereien erheblich. Es wurden erste Schulen gebaut, und um die Jahrhundertwende wurden viele Gebäude in der Stadt neu- oder umgebaut. Um Malaria zu bekämpfen, stiftete die Rockefeller-Stiftung der Stadt um 1916 ein Entwässerungssystem. 1920 wurde die erste Straße im Ort befestigt. Ein Jahr später erreichte der Baumwollkapselkäfer den Ort und beendete so das Wachstum der Stadt. Um den neu geschaffenen U.S. Highway 301 zu begradigen, wurde im Jahr 1950 das Courthouse verlegt. Zwei Jahre später eröffnete ein Krankenhaus im Ort. Der 1968 eröffnete Interstate Highway 95 führte Reisende am Ort vorbei. In den 2000er Jahren baute der Bundesstaat den U.S. Highway 301 auch im Innenstadtbereich zur Schnellstraße aus. Im Januar 2024 beschädigte ein Wirbelsturm Teile der Innenstadt.

## Kultur und Sehenswürdigkeiten
Jährlich findet in Bamberg das Antiques Treasure Fest statt.
Vier Stätten in Bamberg sind im National Register of Historic Places eingetragen: 
- Bamberg Historic District, ein historisches Wohngebiet im Osten der Stadt[8]
- Bamberg City Hall, gebaut 1906/07,[10] beschädigt bei Wirbelsturm 2024[9]
- Bamberg Post Office, 1937/38 gebautes Postamt im Colonial-Revival-Stil aus der Zeit des New Deal[11]
- General Francis Marion Bamberg House, Wohnhaus von Francis Marion Bamberg im Queen-Anne-Stil[12]

## Wirtschaft und Infrastruktur
In Bamberg bestehen unter anderem die Behörden des County, ein Krankenhaus, eine Bibliothek und das Gesundheitsamt des Countys.
In Bamberg kreuzen die in Nord-Süd-Richtung verlaufenden Highways 301 und 601 (Main Highway) den Highway 78 (Heritage Highway). Wenige Kilometer außerhalb der Stadt liegt der Bamberg County Airport. Der nächste Bahnhof ist im sieben Meilen entfernten Denmark (South Carolina). Die ehemals durch den Ort verlaufende Bahntrasse wurde in einen schmalen Grünzug umgewandelt.

## Söhne und Töchter der Stadt
- William Hane Wannamaker (1873–1958), US-amerikanischer Sprach- und Literaturwissenschaftler an der Duke University[13]
- Baby Washington (* 1940), Soulsängerin
- Nikki Haley (* 1972), Politikerin und Unternehmerin